# Cerisiers
Cerisiers és un municipi francès, situat al departament del Yonne i a la regió de Borgonya - Franc Comtat. L'any 2007 tenia 912 habitants.

## Demografia

### Població
El 2007 la població de fet de Cerisiers era de 912 persones. Hi havia 374 famílies, de les quals 126 eren unipersonals (56 homes vivint sols i 70 dones vivint soles), 100 parelles sense fills, 126 parelles amb fills i 22 famílies monoparentals amb fills.
La població ha evolucionat segons el següent gràfic:
Habitants censats

### Habitatges
El 2007 hi havia 519 habitatges, 387 eren l'habitatge principal de la família, 70 eren segones residències i 62 estaven desocupats. 480 eren cases i 37 eren apartaments. Dels 387 habitatges principals, 305 estaven ocupats pels seus propietaris, 68 estaven llogats i ocupats pels llogaters i 13 estaven cedits a títol gratuït; 6 tenien una cambra, 21 en tenien dues, 97 en tenien tres, 99 en tenien quatre i 164 en tenien cinc o més. 292 habitatges disposaven pel capbaix d'una plaça de pàrquing. A 170 habitatges hi havia un automòbil i a 165 n'hi havia dos o més.

### Piràmide de població
La piràmide de població per edats i sexe el 2009 era:
| Homes | Edats   | Dones |
| ----- | ------- | ----- |
| 1     | 95 o +  | 2     |
| 4     | 90 a 94 | 4     |
| 7     | 85 a 89 | 12    |
| 8     | 80 a 84 | 10    |
| 20    | 75 a 79 | 28    |
| 25    | 70 a 74 | 22    |
| 20    | 65 a 69 | 38    |
| 20    | 60 a 64 | 24    |
| 19    | 55 a 59 | 14    |
| 23    | 50 a 54 | 22    |
| 34    | 45 a 49 | 28    |
| 43    | 40 a 44 | 36    |
| 34    | 35 a 39 | 37    |
| 29    | 30 a 34 | 25    |
| 26    | 25 a 29 | 20    |
| 21    | 20 a 24 | 10    |
| 24    | 15 a 19 | 39    |
| 26    | 10 a 14 | 43    |
| 32    | 5 a 9   | 29    |
| 27    | 0 a 4   | 18    |

## Economia
El 2007 la població en edat de treballar era de 550 persones, 425 eren actives i 125 eren inactives. De les 425 persones actives 385 estaven ocupades (216 homes i 169 dones) i 40 estaven aturades (18 homes i 22 dones). De les 125 persones inactives 42 estaven jubilades, 37 estaven estudiant i 46 estaven classificades com a «altres inactius».

### Ingressos
El 2009 a Cerisiers hi havia 418 unitats fiscals que integraven 1.015 persones, la mediana anual d'ingressos fiscals per persona era de 16.946 €.

### Activitats econòmiques
Dels 55 establiments que hi havia el 2007, 1 era d'una empresa extractiva, 1 d'una empresa alimentària, 4 d'empreses de fabricació d'altres productes industrials, 10 d'empreses de construcció, 11 d'empreses de comerç i reparació d'automòbils, 4 d'empreses de transport, 2 d'empreses d'hostatgeria i restauració, 1 d'una empresa financera, 2 d'empreses immobiliàries, 8 d'empreses de serveis, 7 d'entitats de l'administració pública i 4 d'empreses classificades com a «altres activitats de serveis».
Dels 17 establiments de servei als particulars que hi havia el 2009, 1 era una gendarmeria, 1 oficina de correu, 4 tallers de reparació d'automòbils i de material agrícola, 2 paletes, 2 fusteries, 3 lampisteries, 1 electricista, 1 perruqueria, 1 restaurant i 1 agència immobiliària.
Dels 3 establiments comercials que hi havia el 2009, 1 era una botiga de més de 120 m², 1 una botiga de menys de 120 m² i 1 una fleca.
L'any 2000 a Cerisiers hi havia 23 explotacions agrícoles que ocupaven un total de 1.965 hectàrees.

## Equipaments sanitaris i escolars
L'únic equipament sanitari que hi havia el 2009 era una farmàcia.
El 2009 hi havia 1 escola maternal i 1 escola elemental.

## Fills il·lustres
- Athanase Dupré (1808-1869), matemàtic i físic.

## Poblacions més properes
El següent diagrama mostra les poblacions més properes.